# Ski alpin aux Jeux olympiques de 2014 - Descente femmes
Navigation
Vancouver 2010 Pyeongchang 2018
La descente féminine des Jeux olympiques d'hiver de 2014 a eu lieu le 12 février 2014 au centre alpin de Rosa Khutor à Krasnaïa Poliana, en Russie.
Les pistes utilisées pour les compétitions de ski alpin sont conçues par Bernhard Russi, ancien skieur professionnel rattaché à la Fédération internationale de ski. Le parcours aboutit sur une aire d'arrivée devant un stade de 7800 places.
La Suissesse Dominique Gisin et la Slovène Tina Maze, qui ont réalisé le même temps, sont devenues championnes olympiques à ex aequo, pour la première fois dans l'histoire des Jeux d'hiver en ski alpin. Lara Gut, qui est également une skieuse suisse, a terminé à la troisième place. La médaille d'argent n'a donc logiquement pas été pas attribuée.

## Avant l'épreuve olympique

### Qualifications
Pour les qualifications pour les épreuves aux Jeux olympiques d'hiver de 2014, la Fédération international de ski (FIS) a mis en place un système de qualification en collaboration avec les comités nationaux olympiques. Ces conditions concernent les épreuves de ski alpin, de ski de fond, de saut à ski, du combiné nordique, du ski acrobatique et de snowboard.
Pour l'ensemble des épreuves de ski alpin (descente, Super-G, Slalom, Slalom géant et Super Combiné), la FIS a distribué un maximum de 320 places réparties à l'ensemble des comités olympiques. Chaque comité a pu sélectionner selon les critères jusqu'à 22 athlètes pour l'ensemble des épreuves. Pour chaque épreuve, chaque comité a pu choisir jusqu'à 4 athlètes éligibles.
Deux critères de sélection ont été mis en place par la FIS : les critères de qualification A et les critères de qualification B.
Les critères de qualification A ont permis de rendre éligible les athlètes classés dans le Top 500 du classement FIS de leur discipline respective au 20 janvier 2014. Selon le nombre de points acquis, les athlètes ont pu aussi prévaloir pour une place dans une autre épreuve de ski alpin. Ainsi, par exemple, en obtenant au moins 80 points en Super-G, il était possible pour l'athlète de concourir également en descente.
Les critères de qualification B ont permis aux comités nationaux olympiques qui ne possédaient aucun athlète éligible selon les critères A de pouvoir sélectionner un homme et une femme pour le slalom et le slalom géant. Ces derniers devaient obtenir une moyenne, calculée sur cinq résultats, de 140 points au maximum au classement FIS de leur épreuve respective au 20 janvier 2014. La nation hôte, si elle ne possède aucun athlète éligible, a pu sélectionner un athlète si ce dernier a au moins 80 points aux classements FIS de son épreuve.

### Favorites

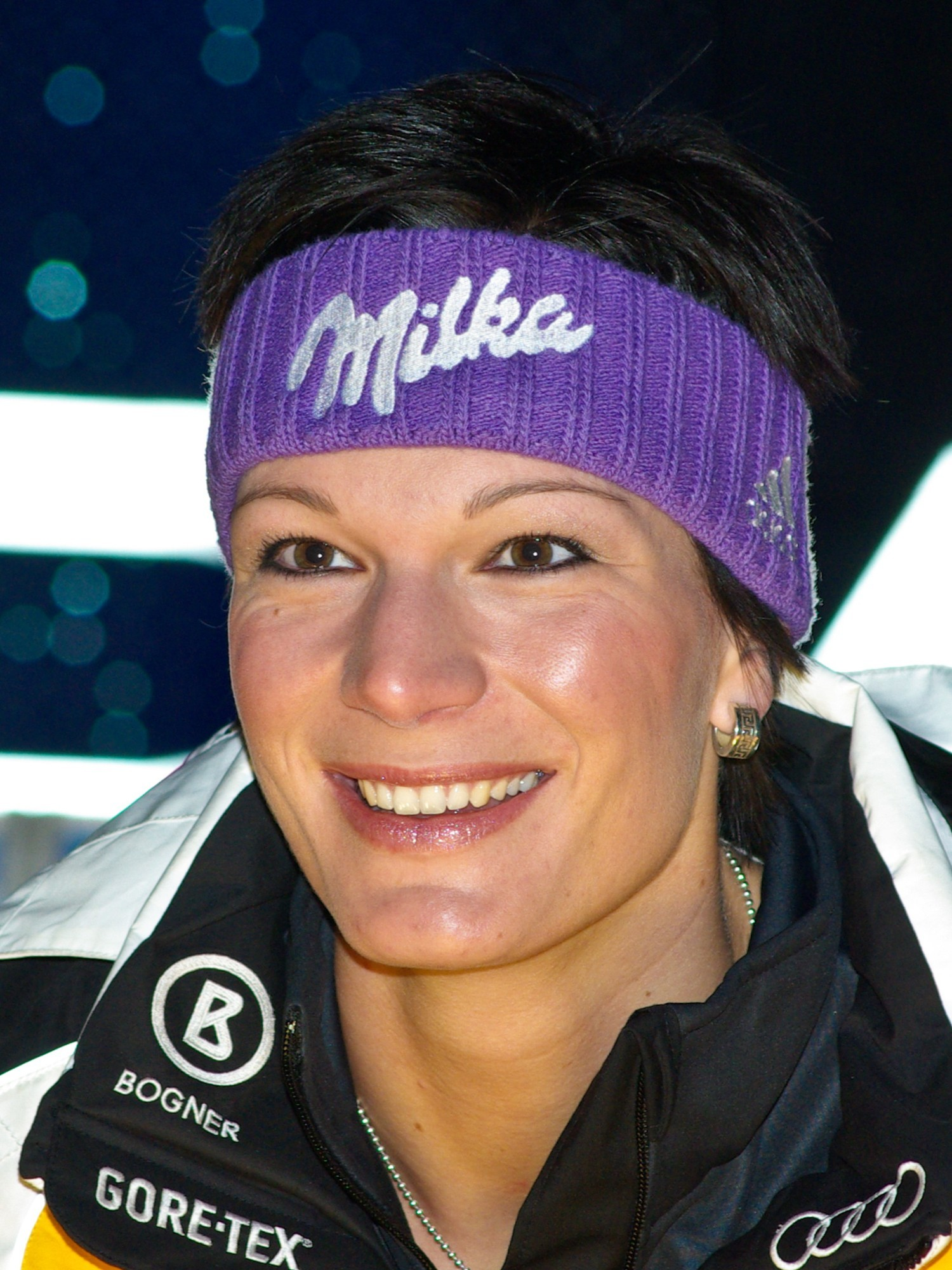
Maria Hoefl-Riesch, une des favorites de la descente

La situation du classement de la descente en coupe du monde avant les Jeux olympiques d'hiver de 2014 a montré un certain équilibre entre les différentes favorites. À la suite du renoncement aux Jeux d'hiver de la favorite Lindsey Vonn pour cause de blessure, six à sept skieuses auraient pu prétendre à la médaille d'or en descente.
En tête du classement de la descente et médaillée d'or du super combiné olympique, l'Allemande Maria Hoefl-Riesch, triple championne olympique, faisait figure de grande favorite de l'épreuve. La skieuse slovène Tina Maze était la seconde favorite après sa victoire dans la descente de Cortina d'Ampezzo, en Italie, quelques jours avant les Jeux olympiques. Tina Weirather, skieuse liechtensteinoise de 24 ans, a aussi un rôle à jouer après plusieurs podiums réguliers pendant les mois précédant les Jeux. Représentant la délégation autrichienne, la skieuse Anna Fenninger, malgré un léger retrait ces derniers mois, comptait également parmi les grandes favorites. Enfin, en ce qui concerne la délégation suisse, deux skieuses pouvaient prétendre à une médaille en descente : Lara Gut, régulière en descente, et Marianne Kaufmann-Abderhalden, vainqueur de l'épreuve de Val d'Isère, en France. L'Américaine Julia Mancuso s'est rajoutée à la liste des favorites après avoir fini en tête de la descente du super combiné olympique.

## Calendrier
Le tableau ci-dessous montre les dates pour le déroulement de la descente féminine de ski alpin,,.
| Calendrier des épreuves de ski alpin | Calendrier des épreuves de ski alpin | Calendrier des épreuves de ski alpin | Calendrier des épreuves de ski alpin | Calendrier des épreuves de ski alpin | Calendrier des épreuves de ski alpin | Calendrier des épreuves de ski alpin | Calendrier des épreuves de ski alpin | Calendrier des épreuves de ski alpin | Calendrier des épreuves de ski alpin | Calendrier des épreuves de ski alpin | Calendrier des épreuves de ski alpin | Calendrier des épreuves de ski alpin | Calendrier des épreuves de ski alpin | Calendrier des épreuves de ski alpin | Calendrier des épreuves de ski alpin | Calendrier des épreuves de ski alpin | Calendrier des épreuves de ski alpin | Calendrier des épreuves de ski alpin | Calendrier des épreuves de ski alpin |
| Février 2014                         | Février 2014                         | 6                                    | 7                                    | 8                                    | 9                                    | 10                                   | 11                                   | 12                                   | 13                                   | 14                                   | 15                                   | 16                                   | 17                                   | 18                                   | 19                                   | 20                                   | 21                                   | 22                                   | 23                                   |
| ------------------------------------ | ------------------------------------ | ------------------------------------ | ------------------------------------ | ------------------------------------ | ------------------------------------ | ------------------------------------ | ------------------------------------ | ------------------------------------ | ------------------------------------ | ------------------------------------ | ------------------------------------ | ------------------------------------ | ------------------------------------ | ------------------------------------ | ------------------------------------ | ------------------------------------ | ------------------------------------ | ------------------------------------ | ------------------------------------ |
| Femmes                               | Descente                             |                                      |                                      |                                      |                                      |                                      |                                      |                                      |                                      |                                      |                                      |                                      |                                      |                                      |                                      |                                      |                                      |                                      |                                      |

|  | Entraînement      |
|  | Jour de l'épreuve |

## Médaillées
| Or                    | Argent        | Bronze         |
| Tina Maze (SLO)       | non attribuée | Lara Gut (SUI) |
| Dominique Gisin (SUI) | non attribuée | Lara Gut (SUI) |

## Résultats

### Résumé de l'épreuve
L'épreuve de descente se déroule le 11 février 2014 et a débuté à 11 heures. Elles sont 41 skieuses à concourir au lieu de 42. Une prétendante aux médailles, la Liechtensteinoise Tina Weirather a décidé de déclarer forfait à cause d'une blessure lors d'une chute pendant les entraînements. Elle souffre d'une contusion osseuse à la tête du tibia et doit mettre un terme à sa saison.
La première skieuse à s'élancer est la Suissesse Fabienne Suter. Elle réalise un premier temps de référence en 1:41.94. La première outsider est la Française Marie Marchand-Arvier, vice-championne du monde du Super-G en 2009. Elle chute après une vingtaine de secondes. Ensuite, l'Autrichienne Nicole Hosp, avec le dossard 5, médaillée de bronze aux Mondiaux 2007, s'élance et réalise un temps de 1:42.62, à 68 centièmes de Fabienne Suter. Dominique Gisin, qui porte le numéro 8, s'élance et réalise le meilleur temps en 1:41.57. Elle a réalisé de très bons entraînements, ce qui lui a permis de prendre la dernière place qualificative suisse pour cette descente. Elle se place à la tête du classement,.

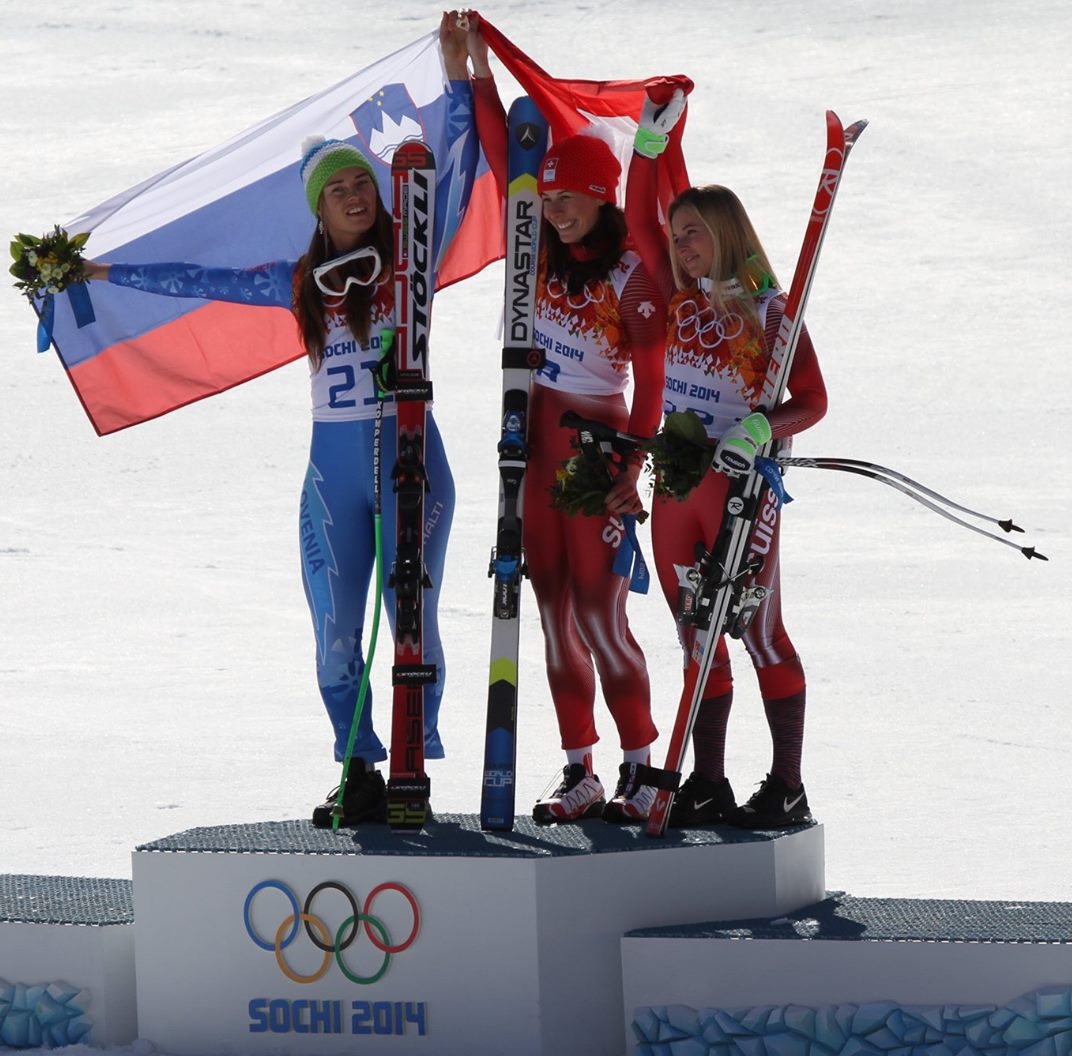
Le podium de la descente des Jeux olympiques d'hiver de 2014 avec Dominique Gisin au centre, Tina Maze à gauche et Lara Gut à droite.

Par la suite, de nombreuses skieuses s'élancent sans pour autant réussir à inquiéter Dominique Gisin. L'Italienne Daniela Merighetti échoue à 27 centièmes et prend la deuxième place provisoire. L'Américaine Julia Mancuso, vainqueur de la manche de descente du super combiné olympique et porteuse du dossard 12, finit à 99 centièmes de la Suissesse. La Suissesse Marianne Kaufmann-Abderhalden chute lors de sa descente. Une autre Suissesse, Lara Gut, prend le départ avec le dossard 18 et termine à la seconde place provisoire, à seulement 10 centièmes de Gisin. Elisabeth Görgl, championne du monde de descente en 2011, termine à 1,25 seconde de la tête. Elle est suivie par la favorite et triple championne olympique, Maria Höfl-Riesch. L'Allemande commet quelques erreurs et finit à la 9e place provisoire. La Slovène Tina Maze, s'élance avec le dossard 21. Elle fait une course très propre et compte 38 centièmes d'avance au dernier intermédiaire. Elle termine avec un temps identique à Dominique Gisin et figure  à la première place ex-aequo. La dernière skieuse qui peut inquiéter le trio de tête est l'Autrichienne Anna Fenninger, avec le numéro 22. Mais la skieuse ne réussit pas à rester en piste et est éliminée.
Les vingt dernières concurrentes sont des skieuses qui ne concourent pas en coupe du monde et qui n'ont donc normalement pas le niveau pour perturber la hiérarchie. Parmi elles, la skieuse monégasque Alexandra Coletti chute lourdement et interrompt la course quelques instants.
La médaille d'or est donc remise pour la septième fois à deux athlètes aux Jeux olympiques d'hiver, pour la première fois en ski alpin. Dominique Gisin et Tina Maze se partagent la première place. La Suissesse empoche la plus grande victoire de sa carrière et la Slovène apporte le tout premier titre aux Jeux olympiques d'hiver à son pays. Lara Gut termine à la troisième place à 10 centièmes de seconde du duo gagnant,.

### Tableau des résultats
| Rang                                | Dossard | Athlète                       | Nationalité        | Résultat      | Différence |
| ----------------------------------- | ------- | ----------------------------- | ------------------ | ------------- | ---------- |
| Médaille d'or, Jeux olympiques      | 21      | Tina Maze                     | Slovénie           | 1 min 41 s 57 | –          |
| Médaille d'or, Jeux olympiques      | 8       | Dominique Gisin               | Suisse             | 1 min 41 s 57 | –          |
| Médaille de bronze, Jeux olympiques | 18      | Lara Gut                      | Suisse             | 1 min 41 s 67 | +0 s 10    |
| 4                                   | 9       | Daniela Merighetti            | Italie             | 1 min 41 s 84 | +0 s 27    |
| 5                                   | 1       | Fabienne Suter                | Suisse             | 1 min 41 s 94 | +0 s 37    |
| 6                                   | 26      | Lotte Smiseth Sejersted       | Norvège            | 1 min 42 s 01 | +0 s 44    |
| 7                                   | 25      | Edit Miklós                   | Hongrie            | 1 min 42 s 28 | +0 s 71    |
| 8                                   | 12      | Julia Mancuso                 | États-Unis         | 1 min 42 s 56 | +0 s 99    |
| 9                                   | 5       | Nicole Hosp                   | Autriche           | 1 min 42 s 62 | +1 s 05    |
| 10                                  | 27      | Ilka Štuhec                   | Slovénie           | 1 min 42 s 65 | +1 s 08    |
| 11                                  | 7       | Laurenne Ross                 | États-Unis         | 1 min 42 s 68 | +1 s 11    |
| 12                                  | 11      | Elena Fanchini                | Italie             | 1 min 42 s 70 | +1 s 13    |
| 13                                  | 20      | Maria Höfl-Riesch             | Allemagne          | 1 min 42 s 74 | +1 s 17    |
| 14                                  | 23      | Verena Stuffer                | Italie             | 1 min 42 s 75 | +1 s 18    |
| 15                                  | 3       | Viktoria Rebensburg           | Allemagne          | 1 min 42 s 76 | +1 s 19    |
| 16                                  | 19      | Elisabeth Görgl               | Autriche           | 1 min 42 s 82 | +1 s 25    |
| 17                                  | 10      | Stacey Cook                   | États-Unis         | 1 min 43 s 05 | +1 s 48    |
| 18                                  | 6       | Maruša Ferk                   | Slovénie           | 1 min 43 s 24 | +1 s 67    |
| 19                                  | 35      | Chemmy Alcott                 | Grande-Bretagne    | 1 min 43 s 43 | +1 s 86    |
| 20                                  | 28      | Larisa Yurkiw                 | Canada             | 1 min 43 s 46 | +1 s 89    |
| 21                                  | 29      | Klára Křížová                 | République tchèque | 1 min 43 s 47 | +1 s 90    |
| 22                                  | 30      | Nadia Fanchini                | Italie             | 1 min 43 s 48 | +1 s 91    |
| 23                                  | 13      | Kajsa Kling                   | Suède              | 1 min 43 s 69 | +2 s 12    |
| 24                                  | 14      | Cornelia Hütter               | Autriche           | 1 min 43 s 82 | +2 s 25    |
| 25                                  | 34      | Sara Hector                   | Suède              | 1 min 44 s 23 | +2 s 66    |
| 26                                  | 2       | Jacqueline Wiles              | États-Unis         | 1 min 44 s 35 | +2 s 78    |
| 27                                  | 24      | Ragnhild Mowinckel            | Norvège            | 1 min 44 s 43 | +2 s 86    |
| 28                                  | 32      | Elena Yakovishina             | Russie             | 1 min 44 s 45 | +2 s 88    |
| 29                                  | 37      | Greta Small                   | Australie          | 1 min 44 s 79 | +3 s 22    |
| 30                                  | 31      | Maria Bedareva                | Russie             | 1 min 45 s 29 | +3 s 72    |
| 31                                  | 42      | Kristina Saalová              | Slovaquie          | 1 min 45 s 98 | +4 s 41    |
| 32                                  | 38      | Macarena Simari Birkner       | Argentine          | 1 min 46 s 44 | +4 s 87    |
| 33                                  | 36      | Karolina Chrapek              | Pologne            | 1 min 46 s 90 | +5 s 33    |
| 34                                  | 40      | Noelle Barahona               | Chili              | 1 min 49 s 70 | +8 s 13    |
| 35                                  | 41      | Anna Berecz                   | Hongrie            | 1 min 50 s 97 | +9 s 40    |
| –                                   | 16      | Tina Weirather                | Liechtenstein      | DNS           | NC         |
| –                                   | 4       | Marie Marchand-Arvier         | France             | DNF           | NC         |
| –                                   | 15      | Carolina Ruiz Castillo        | Espagne            | DNF           | NC         |
| –                                   | 17      | Marianne Kaufmann-Abderhalden | Suisse             | DNF           | NC         |
| –                                   | 22      | Anna Fenninger                | Autriche           | DNF           | NC         |
| –                                   | 33      | Alexandra Coletti             | Monaco             | DNF           | NC         |
| –                                   | 39      | Ania Monica Caill             | Roumanie           | DNF           | NC         |

- DNS = Non partante
- DNF = N'a pas terminé